# Клазінавен
Клазінавен (нід. Klazienaveen) — село в нідерландській провінції Дренте. Входить до муніципалітету Еммен.
Його площа становить 30,05 км², а населення станом на 2021 рік складало 11 980 осіб.

## Галерея

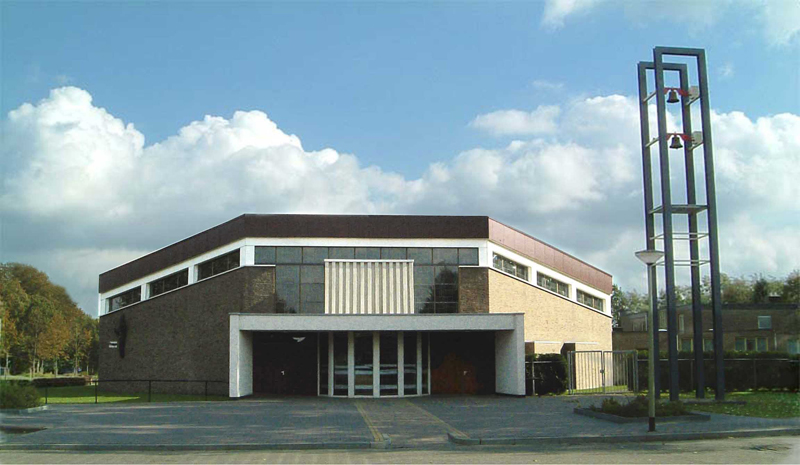
Церква у Клазінавені
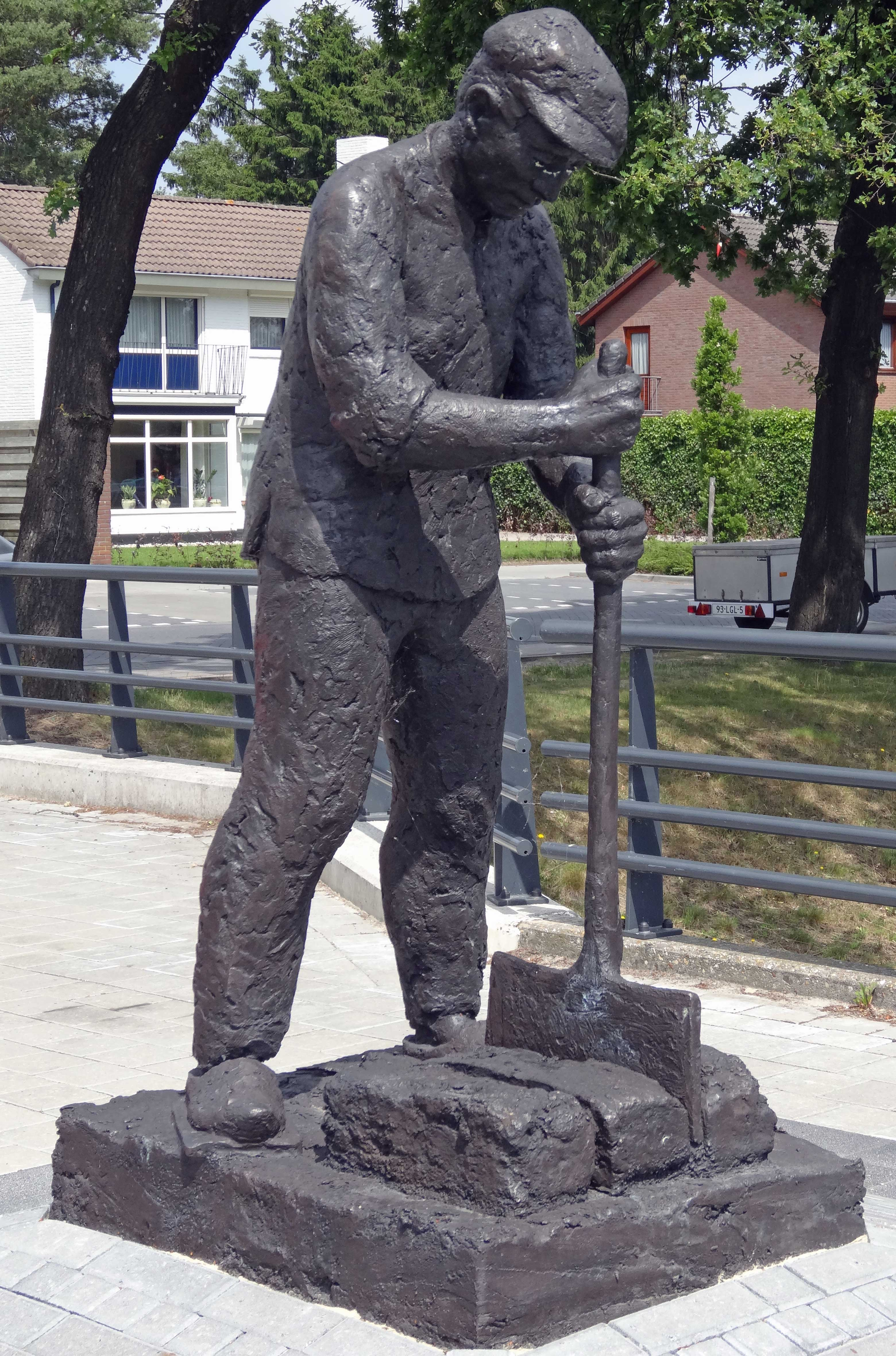
Скульптура копача торфу
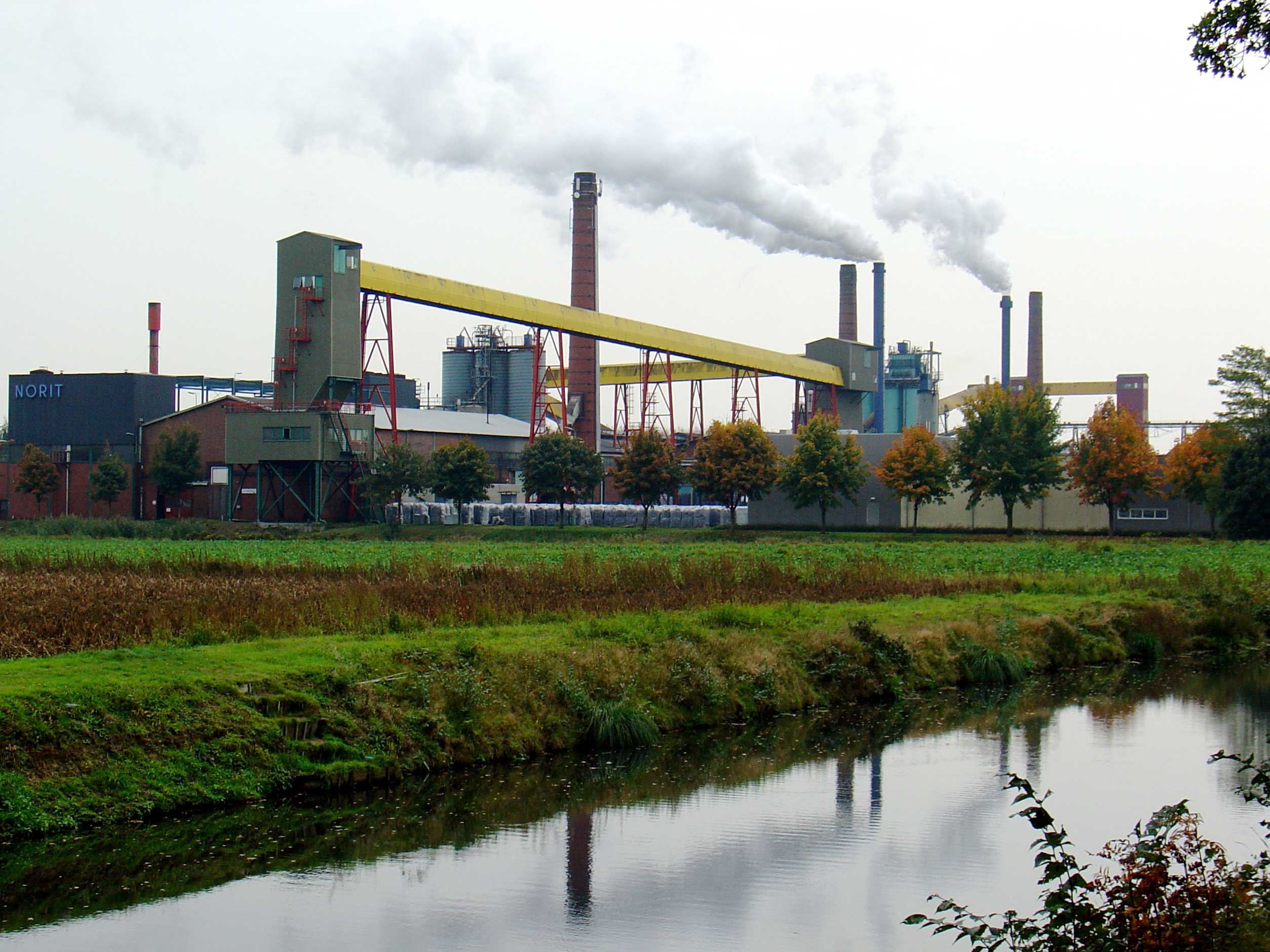
Фабрика Norit
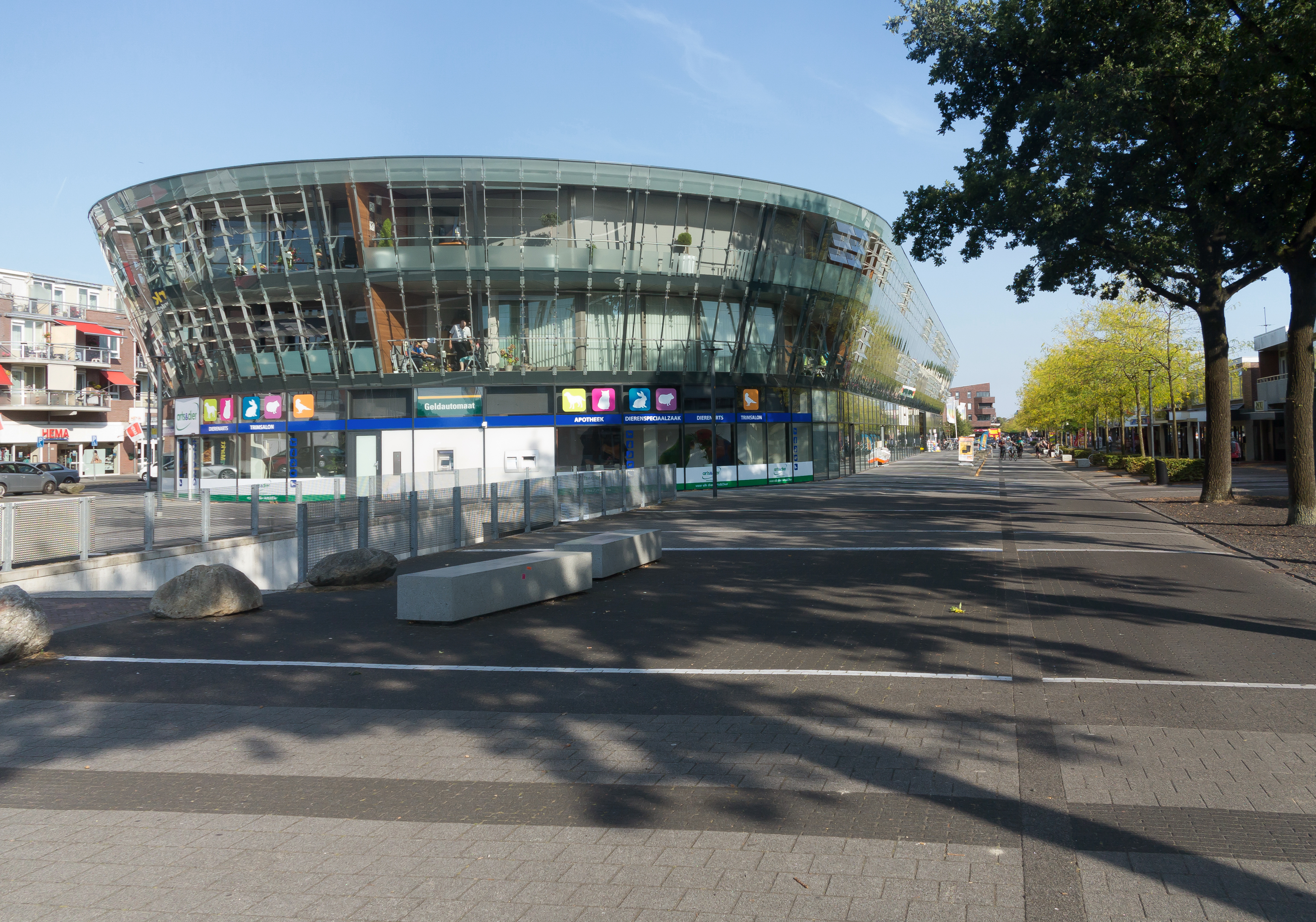
Торгівельний центр